# Lubuk Sanai II
Lubuk Sanai II is een bestuurslaag in het regentschap Muko-Muko van de provincie Bengkulu, Indonesië. Lubuk Sanai II telt 660 inwoners (volkstelling 2010).